# Great Mitton
Great Mitton är en ort och civil parish i Storbritannien.   Den ligger i grevskapet Lancashire och riksdelen England, i den centrala delen av landet, 300 km nordväst om huvudstaden London. Great Mitton ligger 62 meter över havet och antalet invånare är 205.
Terrängen runt Great Mitton är platt söderut, men norrut är den kuperad. Great Mitton ligger nere i en dal.Runt Great Mitton är det tätbefolkat, med 947 invånare per kvadratkilometer. Närmaste större samhälle är Preston, 19,9 km sydväst om Great Mitton. Runt Great Mitton är det i huvudsak tätbebyggt.